# Lars Myrberg
Lars Mikael Myrberg (ur. 23 listopada 1964 w Sztokholmie) – były szwedzki bokser kategorii lekkopółśredniej. W 1988 roku na letnich igrzyskach olimpijskich  w Seulu zdobył brązowy medal w kategorii lekkopółśredniej.